# Kerti oroszlánszáj
A kerti oroszlánszáj (Antirrhinum majus) az ajakosvirágúak (Lamiales) rendjébe és az útifűfélék (Plantaginaceae) családjába tartozó faj. Egyéb nevei: tátóka vagy tátika.
Az Antirrhinum növénynemzetség típusfaja.

## Előfordulása
A kerti oroszlánszáj eredeti előfordulási területe a Földközi-tenger-i térség. Dél-Európában Portugáliától Törökországig, míg Ázsiában Törökországtól Szíriáig található meg. Marokkóban is vannak állományai.
Manapság világszerte közkedvelt kerti virág, parkokban dísznövényként ültetik.

## Alfajai
Eddig öt alfaját és egy változatát azonosították:
- Antirrhinum majus subsp. majus L. - Dél-Franciaország, Északkelet-Spanyolország
- Antirrhinum majus subsp. cirrhigerum (Welw. ex Ficalho) Franco - Dél-Portugália, Délnyugat-Spanyolország
- Antirrhinum majus subsp. linkianum (Boiss. & Reut.) Rothm. - Nyugat-Portugália endemikus növénye
- Antirrhinum majus subsp. litigiosum (Pau ex Sennen) Rothm. - Délkelet-Spanyolország
- Antirrhinum majus subsp. tortuosum (Bosc ex Vent.) Rouy - mindenhol előfordul az elterjedési területén
- Antirrhinum majus var. faurei (Maire) Jahand. & Maire

## Jegyzetek

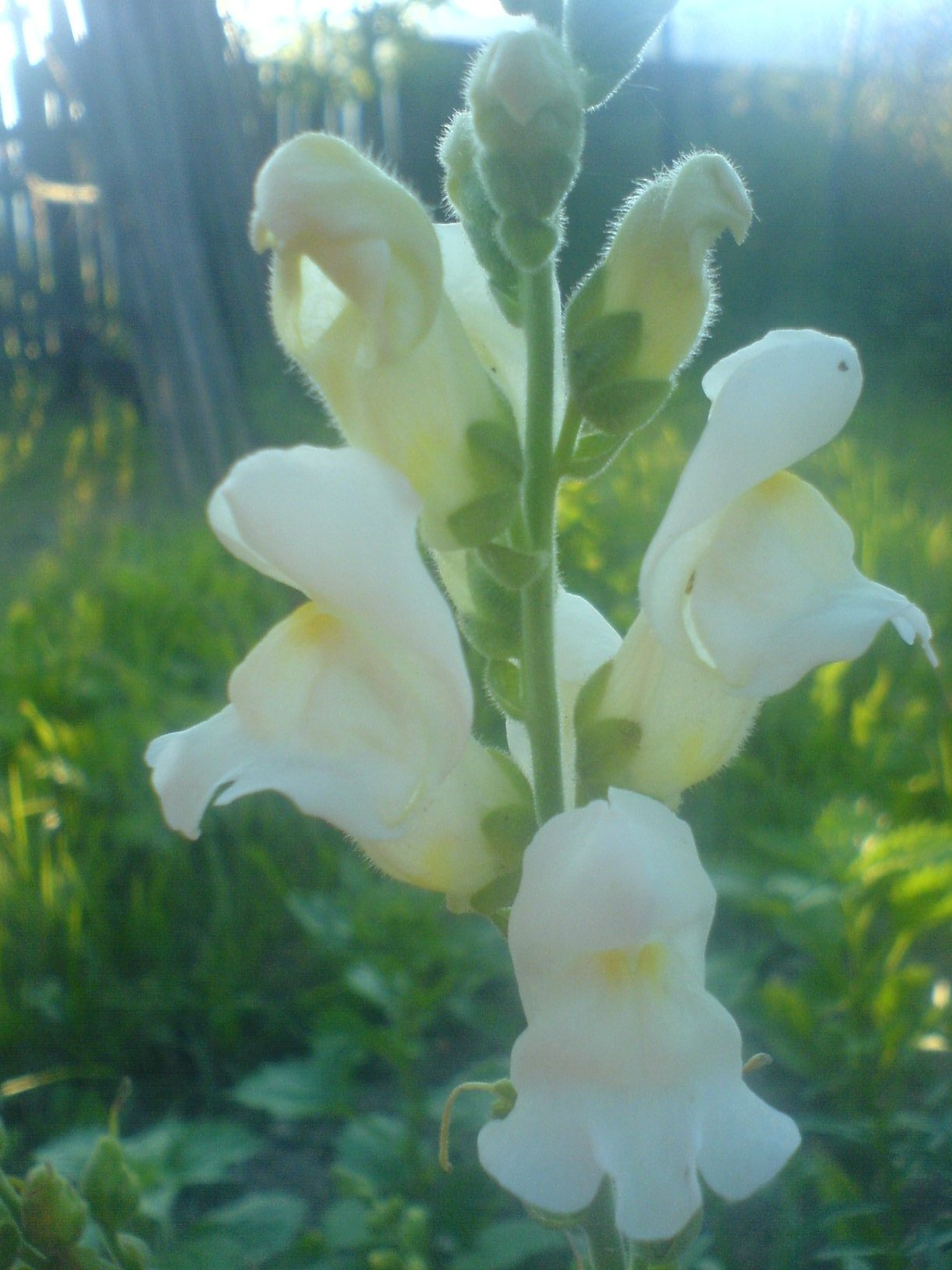
Termesztett fehér változat

## Megjelenése
Lágy szárú, évelő növényfaj, mely általában 50-100 centiméter, ritkán 200 centiméter magasra nő meg. A levele szélesen lándzsás, 1-7 centiméter hosszú és 2-2,5 centiméter széles. A virágai a szár tetején ülnek; egy-egy virág 3,5-4,5 centiméter hosszú. A szirmai szájszerv ajkaira emlékeztető alakot alkotnak. A vad változatnak a virága, a rózsaszíntől a liláig változik, gyakran sárga mintával. A termése 10-14 milliméter átmérőjű, tojás alakú tok, melyben számos apró mag ül. A megporzását főképp a poszméhek (Bombus) végzik.

### Fordítás
- Ez a szócikk részben vagy egészben  az   Antirrhinum majus című angol Wikipédia-szócikk ezen változatának fordításán alapul.  Az eredeti cikk szerkesztőit annak laptörténete sorolja fel. Ez a jelzés csupán a megfogalmazás eredetét és a szerzői jogokat jelzi, nem szolgál a cikkben szereplő információk forrásmegjelöléseként.